# William Willis (médecin)
William Willis, né le 1er mai 1837 en Irlande et décédé le 14 février 1894, est un médecin britannique qui participe à une mission au Japon en 1861, pays dans lequel il est conseiller étranger.

## Biographie
Né en Irlande en 1837, Willis étudie la médecine à Glasgow en Écosse. Il se porte volontaire pour être affecté à la légation britannique d'Edo au Japon en 1861. Il travaille ainsi pour le diplomate Harry Smith Parkes. Pendant la période troublée de la fin du shogunat Tokugawa, Willis soigne les citoyens britanniques blessés au cours de l'incident de Namamugi et le bombardement de Kagoshima.
Willis participe plus tard à la guerre de Boshin (1867-1867) en tant que chef des opérations médicales du domaine de Satsuma. Durant la bataille de Toba-Fushimi, il installe un hôpital militaire dans le temple de Shōkokuji (相国寺) à Kyoto, près de la ligne de front. 
Willis devient plus tard professeur et chef de clinique de l'Igakko (l'ancêtre de la faculté de médecine de l'université impériale de Tokyo).
En 1870, Willis démissionne pour devenir directeur de l'hôpital et de l'école de médecine de Kagoshima à la suite d'une proposition de Saigō Takamori. L'institution devient plus tard la faculté de médecine de l'université de Kagoshima. Avec le déclenchement de la rébellion de Satsuma en 1877, il retourne à Tokyo. 
Willis retourne en Angleterre en 1881, et passe plus tard du temps avec son grand ami Ernest Satow à Bangkok au Siam.
Selon Satow, Willis était particulièrement grand.